# Гандольфи, Роберто
Роберто Гандольфи (итал. Roberto Gandolfi; 14 июля 1956, Генуя — 17 февраля 2018, Армасан-дус-Бузиус, Рио-де-Жанейро) — итальянский ватерполист, вратарь. Участник летних Олимпийских игр 1984 года.

## Биография
Роберто Гандольфи родился 14 июля 1956 года в итальянском городе Генуя.
На молодёжном уровне играл в водное поло за «Спортива Нерви». В 1978 году перешёл в «Больяско», за который выступал в течение 8 лет, затем играл в «Сеттебельо».
В 1982 году в составе сборной Италии участвовал в чемпионате мира в Гуаякиле, где она заняла 9-е место.
В 1984 году вошёл в состав сборной Италии по водному поло на летних Олимпийских играх в Лос-Анджелесе, занявшей 7-е место. Играл на позиции вратаря, провёл 7 матчей.
После окончания игровой карьеры поселился в бразильском муниципалитете Армасан-дус-Бузиус. Владел рестораном «Хэллоуин».
Умер 17 февраля 2018 года в Армасан-дус-Бузиусе.

## Семья
Отец — Ренато Гандольфи (1927—2011), итальянский футболист, вратарь. 4 мая 1949 года не полетел с «Торино» в Португалию на товарищеский матч с «Бенфикой» и избежал гибели в авиакатастрофе.
Братья Роберто также играли в водное поло.